# Lynxosa ligata
Espèce
Synonymes
- Lycosa ligata O. Pickard-Cambridge, 1870
- Tarentula sanctae-helenae Strand, 1909

Statut de conservation UICN

 VU B1ab(iii)+2ab(iii) : Vulnérable
Lynxosa ligata est une espèce d'araignées aranéomorphes de la famille des Lycosidae.

## Distribution
Cette espèce est endémique de l'île de Sainte-Hélène.

## Description
La carapace des mâles mesure de 4,20 à 5,00 mm de long sur de 3,05 à 3,60 mm et la carapace des femelles mesure de 4,10 à 5,15 mm de long sur de 3,10 à 3,75 mm.
Le mâle décrit par Sherwood, Henrard, Logunov et Fowler en 2023 mesure 10,8 mm et la femelle 12,5 mm.

## Systématique et taxinomie
Cette espèce a été décrite sous le protonyme Lycosa ligata par O. Pickard-Cambridge en 1870. Elle est placée dans le genre Vesubia par Roewer en 1955, dans le genre Lynxosa par Tongiorgi en 1977, dans le genre Hogna par Wunderlich en 1992 puis dans le genre Lynxosa par Sherwood et al. en 2024.
Tarentula sanctae-helenae a été placée en synonymie par Tongiorgi en 1977.

## Publication originale
- O. Pickard-Cambridge, 1870 : « Notes on some spiders and scorpions from St Helena, with descriptions of new species. » Proceedings of the Zoological Society of London, vol. 1869, p. 531-544 (texte intégral).